# Truxalis philbyi
Truxalis philbyi är en insektsart som beskrevs av Vitaly Michailovitsh Dirsh 1951. Truxalis philbyi ingår i släktet Truxalis och familjen gräshoppor. Inga underarter finns listade i Catalogue of Life.